# Krahulov (stacja kolejowa)
Krahulov – stacja kolejowa w miejscowości Krahulov, w kraju Wysoczyna, w Czechach Znajduje się na wysokości 485 m n.p.m.
Na stacji nie ma możliwości zakupu biletów, a obsługa podróżnych odbywa się w pociągu.

## Linie kolejowe
- 240 Brno - Jihlava